# Nouvelle Banque de développement
La Nouvelle Banque de développement (en anglais : New Development Bank BRICS, NDB BRICS), anciennement connue sous le nom de Banque de développement des BRICS, est une banque internationale de développement dont la création a été proposée par les États des BRICS (Brésil, Russie, Inde, Chine et Afrique du Sud) comme alternative à la Banque mondiale existante et au Fonds monétaire international.
La Banque est configurée pour favoriser une plus grande coopération financière et de développement entre les pays émergents. Elle a son siège à Shanghai en Chine et est présidée, depuis 2023, par l'ancienne présidente du Brésil Dilma Rousseff.

## Histoire

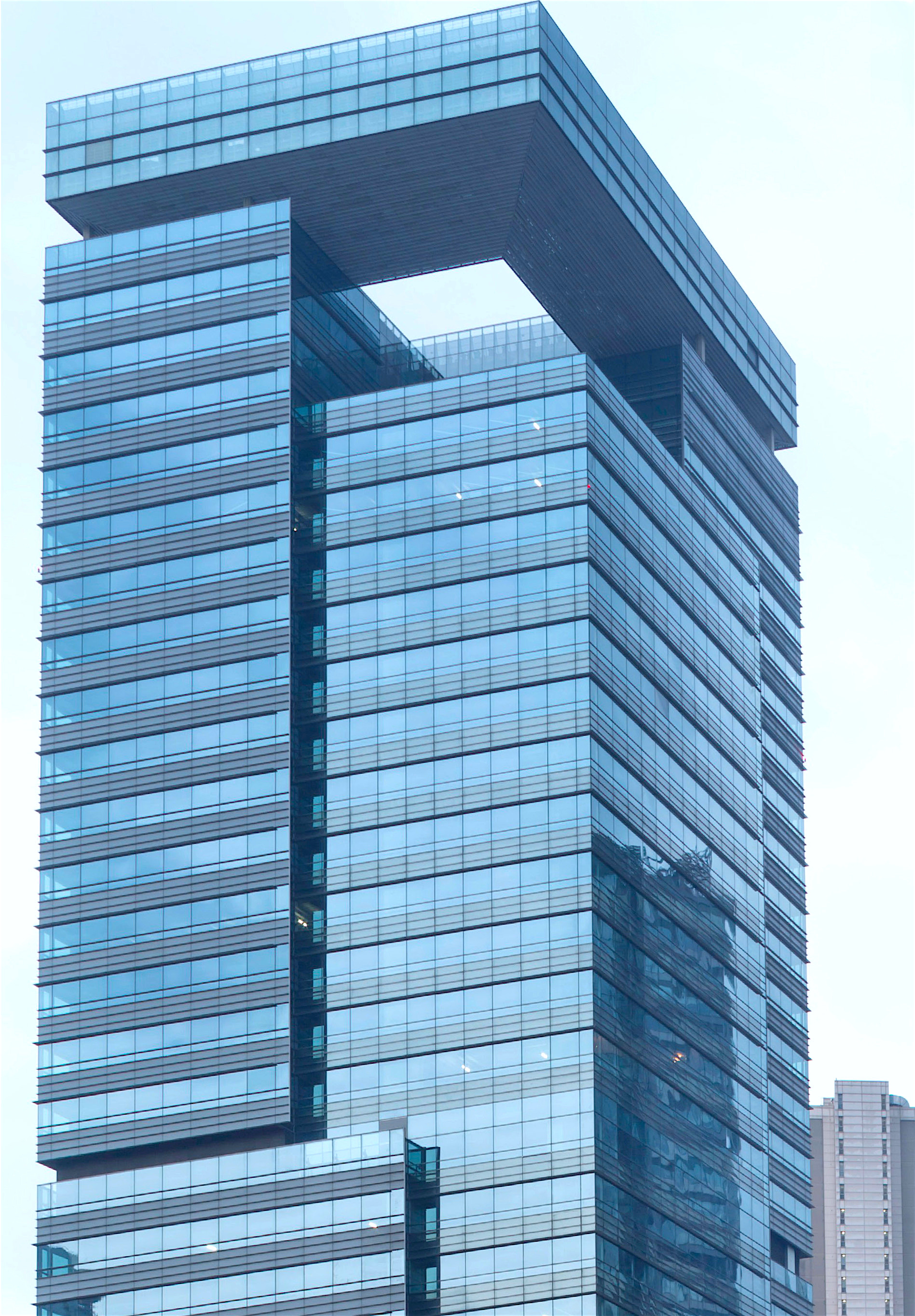
Le siège de la NDB se situe dans le Oriental Financial Center de Shanghai, un immeuble de 199 m inauguré en 2014.

Elle est inaugurée officiellement le 15 juillet 2014 à l'occasion du 6e sommet des BRICS qui s'est tenu à Fortaleza au Brésil.
Le Bangladesh et les Émirats arabes unis deviennent membres en 2021, l'Égypte en 2023, l'Algérie en 2024.

## Objectifs

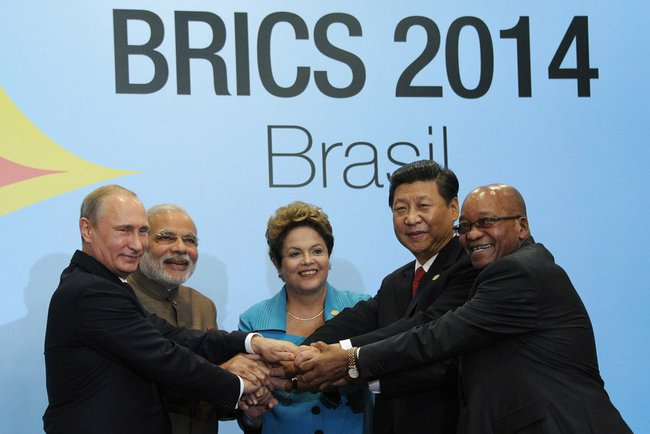
Au 6e sommet des BRICS à Fortaleza : de gauche à droite Poutine, Modi, Rousseff, Xi et Zuma.

Parmi les objectifs de la Banque, financer des projets d'infrastructure et créer une « réserve d'arrangement de devises » de l'ordre de 100 milliards de dollars, dans le but d'aider les pays membres à contrer les chocs financiers futurs (sur le capital initial total de 100 milliards de dollars la Chine donnera 41 milliards, le Brésil, la Russie et l'Inde donneront 18 milliards de dollars et l'Afrique du Sud devrait donner une contribution de 5 milliards de dollars). La Banque fournirait également une assistance à d'autres pays qui souffriraient de l'instabilité économique dans le sillage de la sortie des États-Unis de leur politique monétaire expansionniste, les prêts devant commencer en 2016 mais le capital de cette banque ne peut pas descendre en dessous de 55 %.  

## Gouvernance
Selon les statuts, les principaux organes de la banque sont :
- Conseil des gouverneurs
- Conseil d'administration
- Président et vice-présidents

Le président du NDB est élu par rotation parmi l'un des membres fondateurs, et il y a quatre vice-présidents parmi chacun des quatre autres membres fondateurs. 
K. V. Kamath (en), de l'Inde, est le premier président élu du NDB. Il a été remplacé par Marcos Prado Troyjo (pt) du Brésil, le 7 juillet 2020, puis par Dilma Rousseff le 24 mars 2023.